# Lijst van Eerste Kamerleden 1850-1853
Lijst van Eerste Kamerleden 1850-1853 geeft een overzicht van de leden van de Nederlandse Eerste Kamer in de periode tussen de verkiezingen van 1850 en de verkiezingen van 1853. De zittingsperiode van de Eerste Kamer ging in op 7 oktober 1850 en eindigde op 18 september 1853.
De Eerste Kamer telde 39 leden, gekozen door de leden van Provinciale Staten in de elf provincies. Eerste Kamerleden werden gekozen voor een termijn van negen jaar; om de drie jaar werd een derde deel van de Eerste Kamer vernieuwd.
| Naam                                  | groepering                | provincie     | begindatum       | einddatum         | refs   |
| ------------------------------------- | ------------------------- | ------------- | ---------------- | ----------------- | ------ |
| Johan d' Ablaing van Giessenburg      | conservatieven            | Utrecht       | 14 augustus 1851 | 14-09-1856 [ e ]  | [ 1 ]  |
| Tjaard van Andringa de Kempenaer      | conservatieven            | Friesland     | 7 oktober 1850   | 14-09-1856 [ e ]  | [ 2 ]  |
| Hans van Aylva van Pallandt           | conservatieven            | Gelderland    | 7 oktober 1850   | 18 september 1853 | [ 3 ]  |
| Hendrik van Beeck Vollenhoven         | gematigde liberalen       | Noord-Holland | 7 oktober 1850   | 14-09-1856 [ e ]  | [ 4 ]  |
| Louis Beerenbroek                     | gematigde liberalen       | Limburg       | 7 oktober 1850   | 14-09-1856 [ e ]  | [ 5 ]  |
| Michael van der Beken Pasteel         | gematigde liberalen       | Noord-Brabant | 7 oktober 1850   | 18-09-1859 [ f ]  | [ 6 ]  |
| Dominicus Blankenheym                 | liberalen                 | Zuid-Holland  | 7 oktober 1850   | 14-09-1856 [ e ]  | [ 7 ]  |
| David Borski                          | conservatief-protestanten | Noord-Holland | 7 oktober 1850   | 18 september 1853 | [ 8 ]  |
| Johannes Bosch                        | gematigde liberalen       | Utrecht       | 7 oktober 1850   | 5 juli 1851       | [ 9 ]  |
| Frederik Bosch van Drakestein         | conservatieven            | Noord-Holland | 7 oktober 1850   | 18 september 1853 | [ 10 ] |
| Abraham Boxman                        | gematigde liberalen       | Zuid-Holland  | 7 oktober 1850   | 14-09-1856 [ e ]  | [ 11 ] |
| Willem de Brauw                       | conservatief-protestanten | Zuid-Holland  | 7 oktober 1850   | 8 april 1851      | [ 12 ] |
| Willem de Brauw                       | conservatief-protestanten | Zuid-Holland  | 24 april 1851    | 1 juni 1853       | [ 12 ] |
| Frederik de Bruijn                    | gematigde liberalen       | Noord-Brabant | 7 oktober 1850   | 18 september 1853 | [ 13 ] |
| Willem Cost Jordens                   | liberalen                 | Overijssel    | 7 oktober 1850   | 18 september 1853 | [ 14 ] |
| Coos Cremers                          | liberalen                 | Groningen     | 16 december 1850 | 18-09-1859 [ f ]  | [ 15 ] |
| Edmond van Dam van Isselt             | gematigde liberalen       | Gelderland    | 29 oktober 1852  | 14-09-1856 [ e ]  | [ 16 ] |
| Hermanus van den Dries                | gematigde liberalen       | Noord-Brabant | 7 oktober 1850   | 14-09-1856 [ e ]  | [ 17 ] |
| Frans van Eysinga                     | liberalen                 | Friesland     | 7 oktober 1850   | 18-09-1859 [ f ]  | [ 18 ] |
| Cornelis van Foreest                  | conservatief-protestanten | Noord-Holland | 7 oktober 1850   | 20 april 1853     | [ 19 ] |
| Jacob van Heeckeren van Wassenaer     | conservatieven            | Overijssel    | 16 december 1850 | 18-09-1859 [ f ]  | [ 20 ] |
| Otto 't Hooft van Benthuizen          | gematigde liberalen       | Zuid-Holland  | 7 oktober 1850   | 14-09-1856 [ e ]  | [ 21 ] |
| Albrecht Insinger                     | conservatieven            | Noord-Holland | 7 oktober 1850   | 18-09-1859 [ f ]  | [ 22 ] |
| Willem de Jonge van Ellemeet          | conservatieven            | Zeeland       | 7 oktober 1850   | 26 april 1853     | [ 23 ] |
| Cornelis van der Lek de Clercq        | conservatieven            | Zeeland       | 7 oktober 1850   | 18 september 1853 | [ 24 ] |
| Cornelis van Lidth de Jeude           | gematigde liberalen       | Gelderland    | 16 december 1850 | 18 september 1853 | [ 25 ] |
| Johannes Lotsy                        | gematigde liberalen       | Zuid-Holland  | 23 augustus 1853 | 18-09-1859 [ f ]  | [ 26 ] |
| Jacob Martens van Sevenhoven          | conservatieven            | Utrecht       | 23 december 1850 | 18-09-1859 [ f ]  | [ 27 ] |
| Hendrik van Meurs van Hulshorst       | gematigde liberalen       | Gelderland    | 7 oktober 1850   | 24 juni 1852      | [ 28 ] |
| Carolus van Nispen van Pannerden      | conservatieven            | Gelderland    | 7 oktober 1850   | 18-09-1859 [ f ]  | [ 29 ] |
| Frederic van der Oudermeulen          | gematigde liberalen       | Noord-Holland | 23 augustus 1853 | 18-09-1859 [ f ]  | [ 30 ] |
| Marinus Paspoort van Grijpskerke      | gematigde liberalen       | Zeeland       | 15 juni 1853     | 18-09-1859 [ f ]  | [ 31 ] |
| Johan Philipse                        | conservatieven            | Zuid-Holland  | 7 oktober 1850   | 18 september 1853 | [ 32 ] |
| Petrus Regout                         | gematigde liberalen       | Limburg       | 7 oktober 1850   | 18-09-1859 [ f ]  | [ 33 ] |
| Cornelis van Rhemen van Rhemershuizen | gematigde liberalen       | Gelderland    | 7 oktober 1850   | 18-09-1859 [ f ]  | [ 34 ] |
| Abram van Rijckevorsel                | gematigde liberalen       | Zuid-Holland  | 7 oktober 1850   | 18 september 1853 | [ 35 ] |
| Isaäc van Roijen                      | liberalen                 | Overijssel    | 7 oktober 1850   | 18 januari 1853   | [ 36 ] |
| Louis van Sasse van Ysselt            | liberalen                 | Noord-Brabant | 7 oktober 1850   | 14-09-1856 [ e ]  | [ 37 ] |
| Johan de Sitter                       | gematigde liberalen       | Groningen     | 7 oktober 1850   | 18 september 1853 | [ 38 ] |
| Gerard van Swinderen                  | gematigde liberalen       | Friesland     | 7 oktober 1850   | 18 september 1853 | [ 39 ] |
| Wyncko Tonckens                       | conservatieven            | Drenthe       | 7 oktober 1850   | 11 april 1851     | [ 40 ] |
| Wyncko Tonckens                       | conservatieven            | Drenthe       | 10 juni 1851     | 14-09-1856 [ e ]  | [ 40 ] |
| Bastiaan Verheij van den Bogaard      | gematigde liberalen       | Noord-Brabant | 7 oktober 1850   | 18 september 1853 | [ 41 ] |
| Louis de Villers de Pité              | gematigde liberalen       | Limburg       | 7 oktober 1850   | 18 september 1853 | [ 42 ] |
| Jan de Vos van Steenwijk              | gematigde liberalen       | Overijssel    | 20 april 1853    | 14-09-1856 [ e ]  | [ 43 ] |
| Anthony van Weel                      | liberalen                 | Zuid-Holland  | 7 oktober 1850   | 18-09-1859 [ f ]  | [ 44 ] |
| Jan van Wessem                        | gematigde liberalen       | Noord-Holland | 7 oktober 1850   | 14-09-1856 [ e ]  | [ 45 ] |